# 日鋼室蘭争議
日鋼室蘭争議（にっこうむろらんそうぎ）とは、1954年に日本製鋼所室蘭製作所で発生した労働争議である。

## 概要
朝鮮戦争による火砲や防弾鋼板といった軍事製品の需要に応えるために、日本製鋼所は設備と人員の増強を行ったが、朝鮮戦争後の軍需の落ち込みや鉄鋼業界の不況により増強した設備や人員が余剰となる問題を生じた。
そのため、1954年6月18日に、全社合計1246名（うち室蘭の組合員915名、非組合員95名、室蘭以外の組合員61名、非組合員175名）の希望退職を募る人員整理案を発表した。この案では50歳以上など9項目を基準として提示した。この人員整理に対し労組側は反発し、日鋼労連が主体となってストライキを実施した。
しかしながら、室蘭を除く製作所・作業所では対象人数が少なく、7月上旬までに希望退職者が人数に達したため、争議は室蘭のみとなった（争議権は7月13日に日鋼労連より日鋼室蘭労組に返還）。7月8日には会社側による指名解雇が行われたが、労組側は被解雇者の強行就労を行い、7月21日には会社側はロックアウトの仮処分を執行するなど混迷の度を深めていった。
8月24日の交渉により、組合側は解雇者を116名減らす案を引き出し、執行部は受諾した。しかし9月6日の全員大会で否決されたため、争議は長期化することになる。組合は48時間反復無期限ストライキを行っていったが、9月23日には、会社の倒産（尼崎製鋼所争議では7月に会社が倒産している）を恐れた新労（第二組合）の結成により、室蘭労組は新労と旧労に分裂した。
新労と旧労の分裂と対立は労働者のみならず双方の家族を巻き込んで争いを起こすことになった。強行就労に対する嫌がらせはもちろん、双方の社宅に汚物を蒔くなどの嫌がらせや、時には暴力沙汰や自殺者を出すに至った。
このような事態に至り、北海道知事は地方労働委員会に斡旋を要請したが不調に終わった。
そのため総評が中央労働委員会に斡旋を要請し、12月18日には「整理該当者および一般従業員の中より希望退職者を募り、その数によって100人から155人の解雇を取り消す」ことを要旨とする斡旋案が提示された。12月27日に組合の全員大会で受諾し、日鋼室蘭争議は妥結した。
争議は224日に及び、実際に解雇された人数は662名、うち希望退職者は38名であった。また、分裂した組合は1964年（昭和39年）に統一され現在に至る。

## 関連文献
- 室蘭民報 1954年6月18日号
- 室蘭民報 1954年7月21日号
- 鎌田哲宏、鎌田とし子共著『日鋼室蘭争議三〇年後の証言 - 重化学工業都市における労働者階級の状態2』（御茶の水書房、1993年）ISBN 978-4-275-01498-6